# Лезин, Александр Иванович
Лезин Александр Иванович (23 июля 1908 года, Тифлис — 1976 год, Выборг) — архитектор, член Союза архитекторов СССР (1936).

## Биография
- 1936 — окончил Новосибирский инженерно-строительный институт.
- 1944-1964 — главный архитектор проектной конторы Курскоблпроект.
- 1964- начало 1970-х годов — главный архитектор института Курскгражданпроект.

### Осуществленные проекты

#### Курск

##### Жилые и общественные здания
- Восстановление здания детского сада по улице Гоголя, 29А (1946)[1]
- Особняк по Советской улице, 30 (1949)[2]  памятник архитектуры (местного значения)[3].
- 2-этажное здание детских яслей по улице Дружининской, 3 (1950). Снесено.
- Восстановление и реконструкция здания школы для глухонемых по улице Чумаковская, 18 (начало 1950-х).
- 4-этажный жилой дом по улице Дзержинского, 80 (1951).
- Восстановление и реконструкция здания главного корпуса Курского государственного медицинского института по улице Карла Маркса, 3 (1952)  памятник архитектуры (местного значения)[4].
- 4-5-этажный жилой дом на 40 квартир с магазином по улице Дзержинского, 86 (1953).
- Восстановление и реконструкция 4-этажного учебного корпуса Курского государственного педагогического института по улице Радищева, 33 (1955).  памятник архитектуры (местного значения)[5].
- 5-этажный жилой дом на 42 квартиры по улице Ленина, 90 (1957).
- 4-этажное здание хирургического корпуса областной больницы по улице Семеновской, 76 (1959).
- Спортивный павильон на стадионе Динамо (1950-е).
- Административное здание-пристройка к зданию Горсовета (1950-е).
- Здание курского аэровокзала (1960-е) — привязка типового проекта.
- Кинотеатр Юность (1960-е) — привязка типового проекта.
- Здание лабораторного корпуса Курского государственного педагогического института по улице Радищева, 33 (1972) — привязка типового проекта.
- 9-этажный жилой дом с магазинами по улице Ленина, 31 (1972) — переработка типового проекта.
- 9-этажный жилой дом с магазином по улице Димитрова, 84 (1977) — привязка типового проекта.

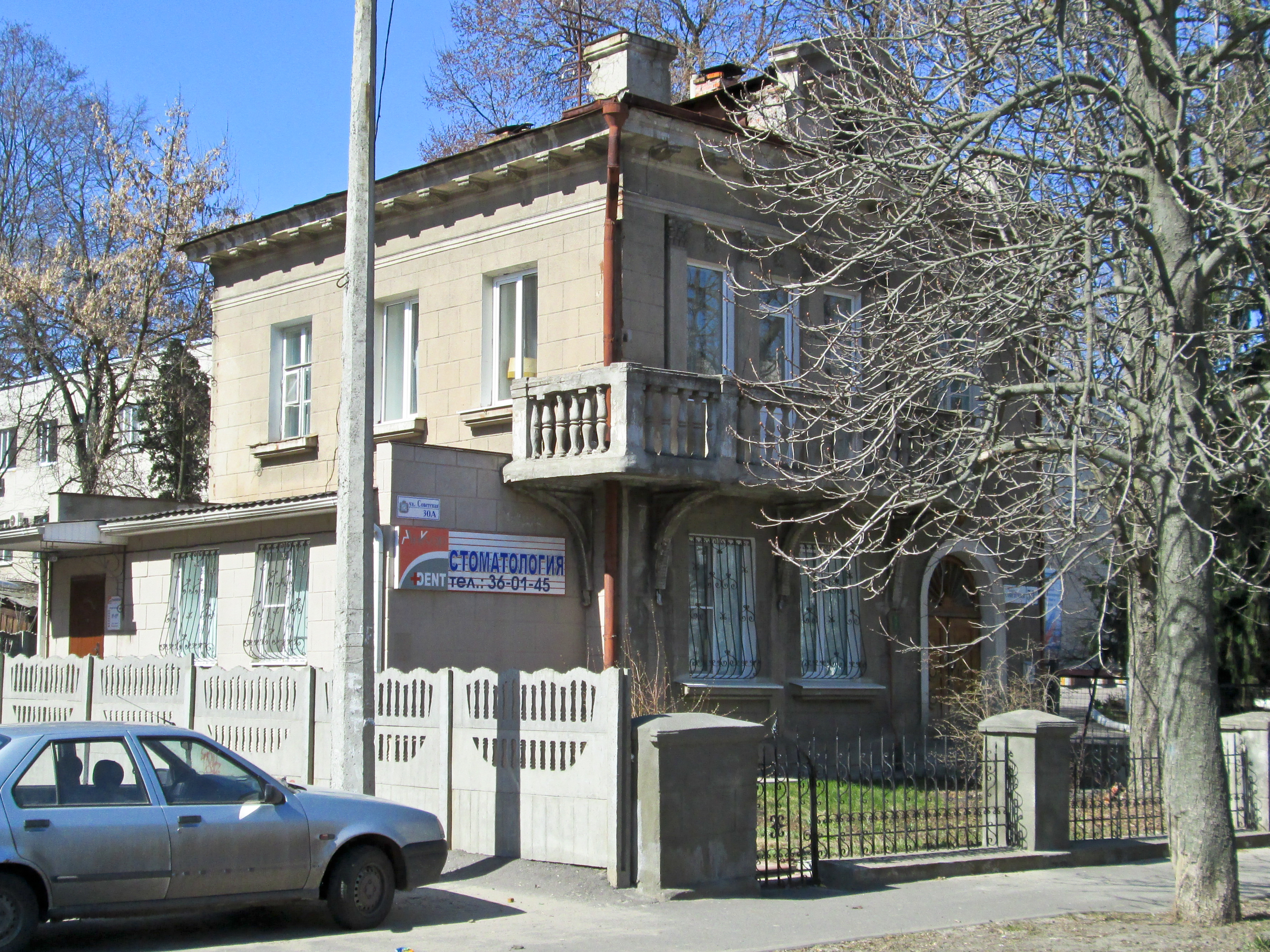
Особняк по Советской улице, 30
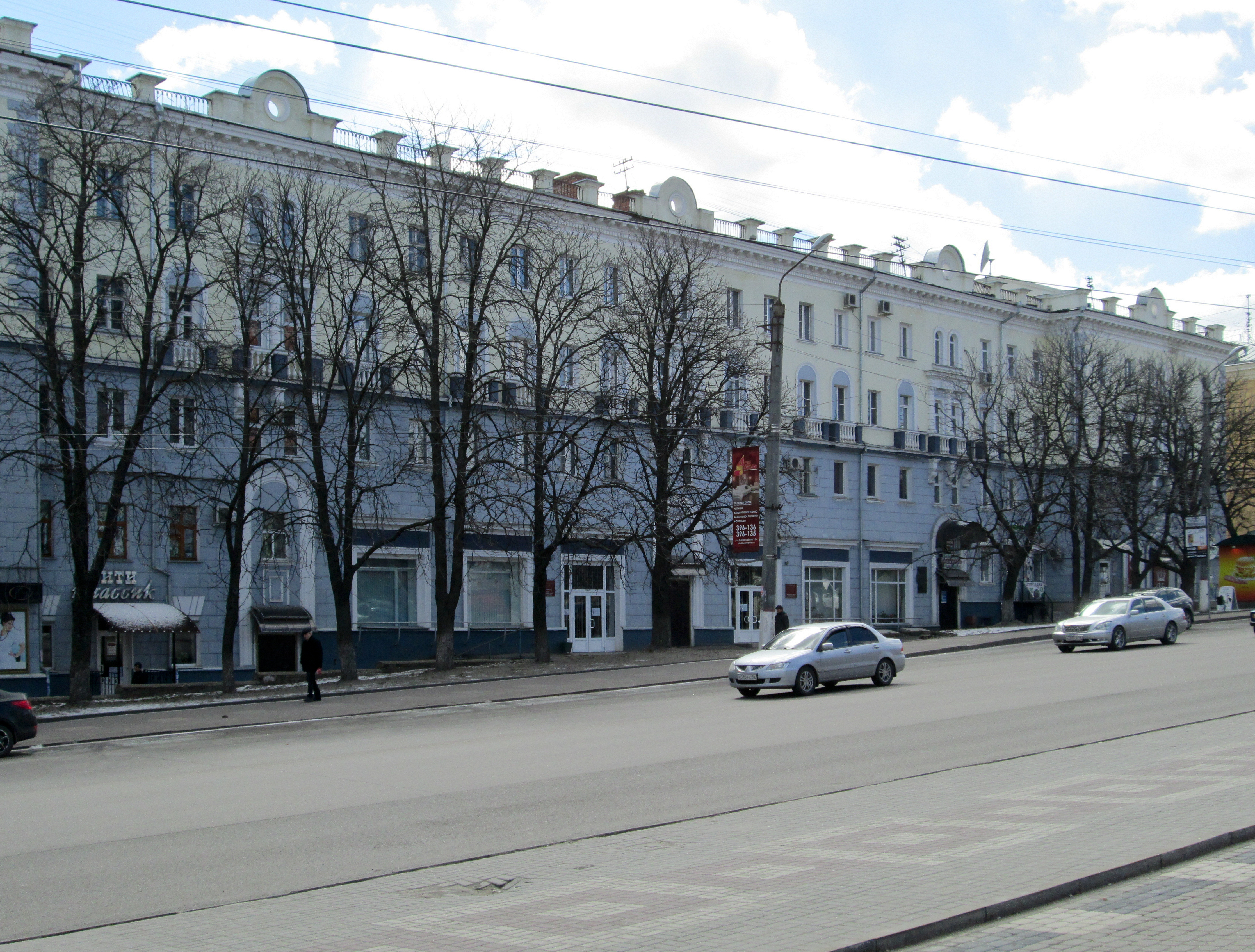
4-5-этажный жилой дом на 40 квартир с магазином по улице Дзержинского, 86
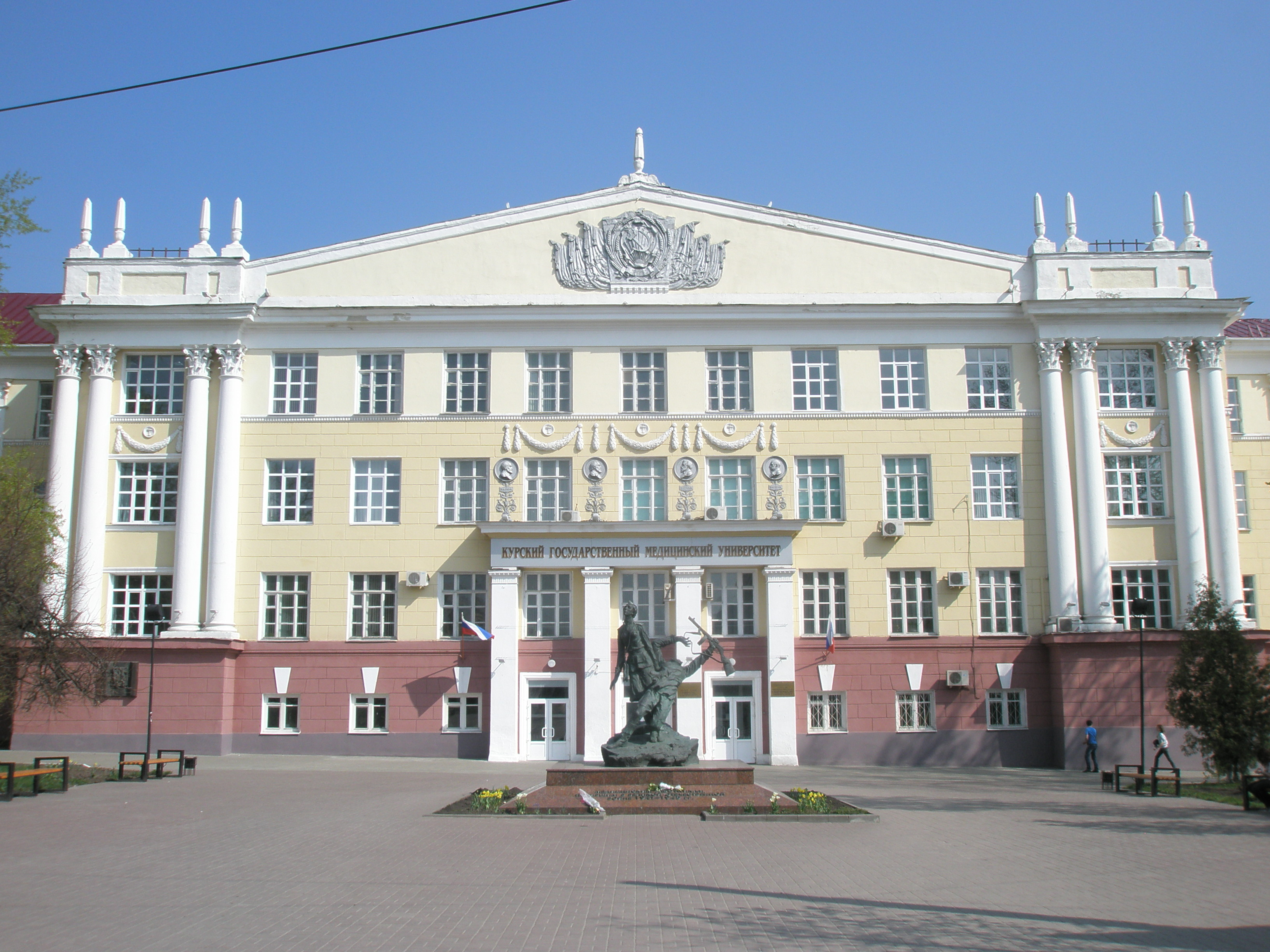
Главный корпус Курского государственного медицинского института по улице Карла Маркса, 3
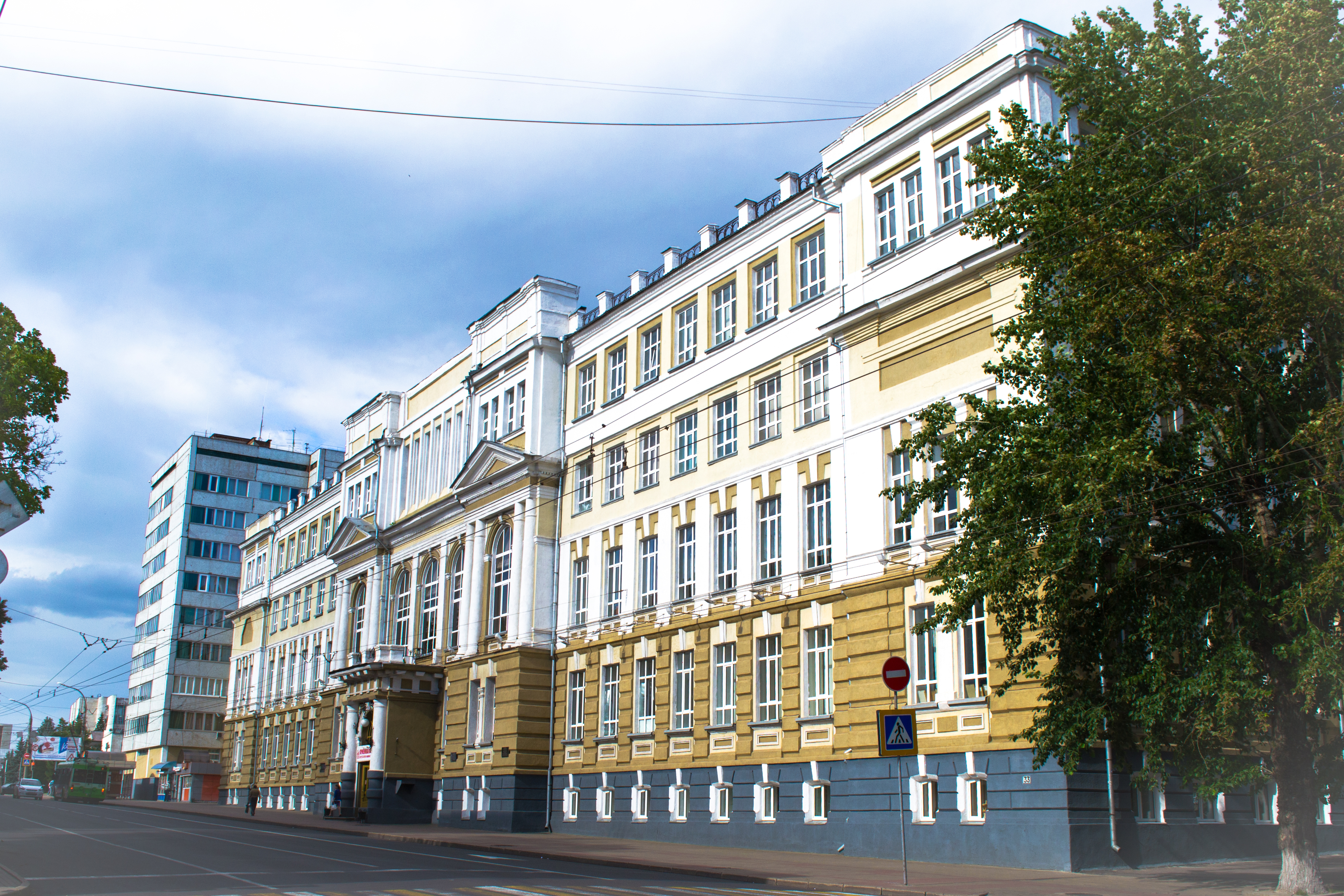
4-этажный учебный корпус Курского государственного педагогического института по улице Радищева, 33

#### Курская область
- Восстановление и реконструкция больницы в Щиграх (начало 1950-х).
- Восстановление и реконструкция больницы в Беседино (начало 1950-х).

#### Белгород

##### Жилые и общественные здания
- Восстановление здания 2-этажной школы по улице Николая Чумичова, 51 (1948).
- Восстановление здания 2-этажной больницы на 150 коек на Народном бульваре (1951).

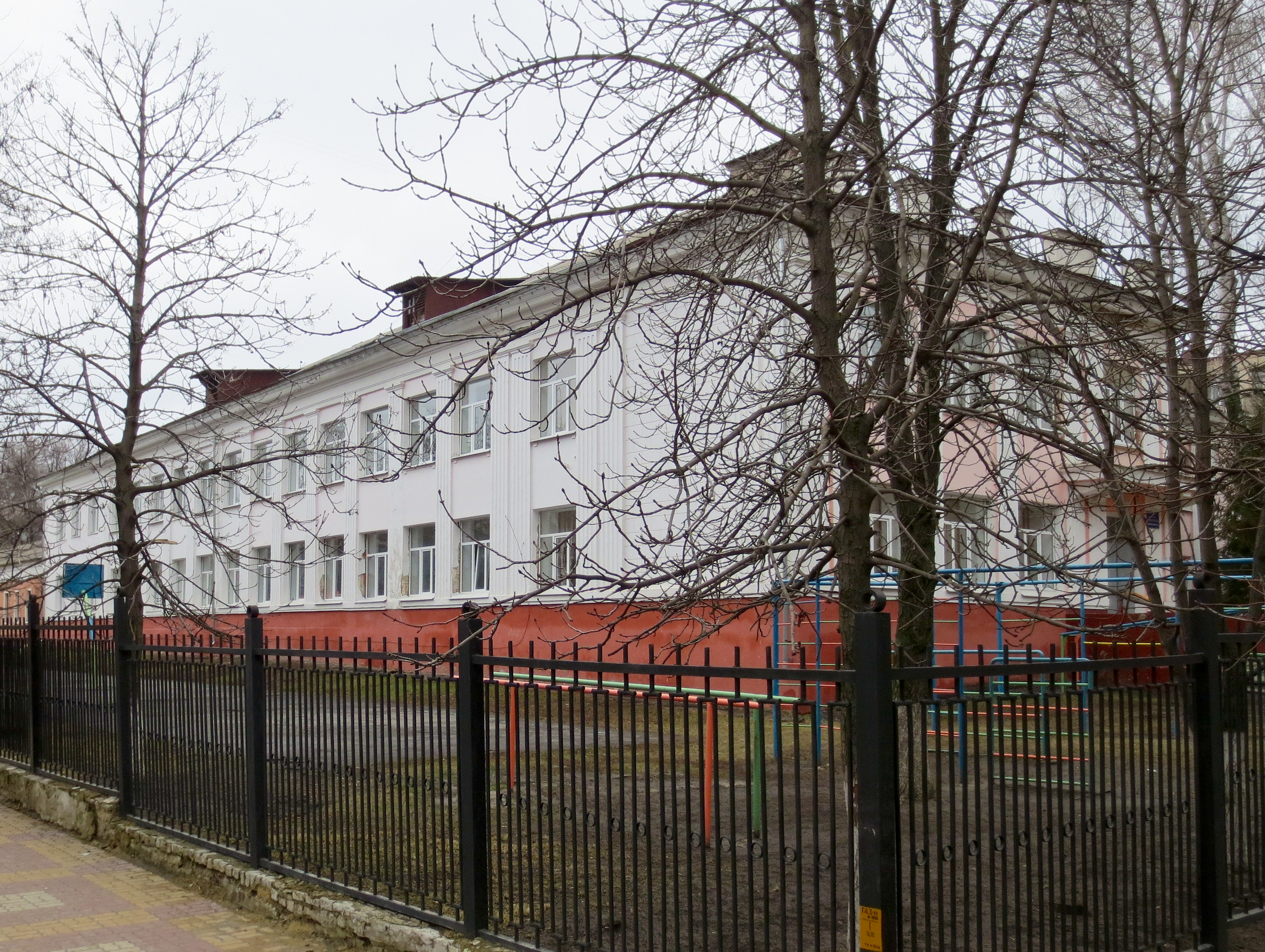
Здание 2-этажной школы по улице Николая Чумичова, 51

#### Белгородская область
- 22-квартирный 3-этажный жилой дом по улице Ленина в Старом Осколе (1949).

### Неосуществленные проекты

#### Курск
- 3-4-этажный жилой дом на 52 квартиры по улице Интернациональной (1952, 1956).